# Хохлушкин, Игорь Николаевич
Игорь Николаевич Хохлушкин (1927—2000) — политзаключенный ГУЛАГа, экономист, правозащитник, столяр-краснодеревщик и подпольный переплетчик самиздата.

## Биография
Родился в 1927 году в Истре Московской области, куда его семья незадолго перед тем переехала из села. Отец — рабочий, мать — домохозяйка.
С мая 1942 года ученик слесаря, позднее слесарь-расточник на заводе № 300 Народного Комиссариата Авиационной Промышленности.
В августе 1944 года отправлен на обучение в Военно-финансовое училище Красной Армии. 15 июня 1945 года призван на службу в Красную Армию.
19 января 1946 года арестован. Причина ареста в том, что, читая сверх программы «Государство и революцию» В. И. Ленина, на полях делал критические заметки. 5 апреля — приговор военного трибунала Московского военного округа: 5 лет исправительно-трудовых лагерей по статье 58-10. Причина короткого срока в отказе подписать признательные показания (по словам его друга Леонида Лозовского, до конца жизни у Игоря оставались следы плоскогубцев на руках и погашенных окурков на ногах).
С 1951 года в ссылке в Братске. Работал экономистом, бухгалтером и даже старшим бухгалтером в ИТЛ «ВП» МВД. В 1953 вернулся в Москву, закончил экстерном 10 классов, поступил в Московский Государственный Экономический Институт. Окончил его в 1959 году, зачислен в аспирантуру. Тогда же в 1959 реабилитирован.
В 1962 в надежде на получение квартиры вместе с женой, ждущей ребёнка, переезжает в Новосибирский Академгородок.
1962—1968 — младший научный сотрудник Института Экономики и организации промышленного производства СО АН СССР в Новосибирске. Игорь был инициатором так называемого «письма 46-ти» в защиту А. Гинзбурга, Ю. Галанскова, В. Лашковой и А. Добровольского и с протестом против закрытых процессов. После чего под угрозой закрытия всего отдела, где он работал, его выдавили из Академгородка.
В 1968 году вернулся в Москву, зачислен в порядке перевода в Центральный экономико-математический институт (ЦЭМИ) АН СССР на должность старшего инженера.
В 1969 году получил инвалидность.
1970 — освобожден от занимаемой должности в связи с вынужденным переходом на пенсию по инвалидности под давлением руководства ЦЭМИ. Тяжело болеет рядом легочных, желудочных, сердечных заболеваний, лежал в Институте лечебного питания, затем в 71-й городской больнице, где Юлий Крелин заведовал отделением, позже в клинике 1-го Медицинского института у Александра Недоступа.
Летом 1972 года участвовал в организованной Лозовским «шабашке» (самодеятельном неофициальном стройотряде) в Якутии, собранной из московских и новосибирских лишённых работы диссидентов (Бабицкий, Якобсон, Лавут и другие). Якутский КГБ был так испуган, что работать не дали.
1975 — зачислен на работу в Государственный Центральный Театральный Музей им. Бахрушина рабочим. В том же году переведён на работу исполняющим обязанности реставратора-художника. Позже в тот же год назначен на должность реставратора-художника.
1979 — в связи с изменением в штатном расписании наименования должностей, переведен на должность столяра, занятого ремонтом и реставрацией музейной и художественной мебели из дерева ценных пород. После этого работал в Музее истории и реконструкции Москвы, затем в Музее Маяковского. После этого поступил в Музей А. Н. Скрябина, где проработал до конца своих дней.

### Правозащитная деятельность
Подписал несколько писем в защиту арестованных и осужденных. В частности, в 1975 вместе с Борисовым, Шафаревичем и Световым открыто выступил в защиту о. Дмитрия Дудко, лишённого прихода под давлением властей. Участвовал в работе Инициативной группы по защите прав человека в СССР, собирал материалы для «Хроники текущих событий» и активно участвовал её распространении, как и другой самиздатской и тамиздатской литературы.
30 декабря 1974 года Хохлушкин подписал письмо в защиту арестованного Сергея Ковалёва, после этого его пригласили в Москворецкий райисполком, как ему сказал секретарь партбюро, для разговора о какой-то работе со старинной мебелью. Но в райисполкоме заявили, что хотели бы поговорить о действиях, в частности выступлении в защиту С. А. Ковалёва, и объявляют Хохлошкину «предупреждение». Как сообщила «Хроника текущих событий» (вып. 45), Хохлушкин ответил, что предупреждения не принимает.
Начиная с 1974 года Хохлушкин с группой друзей, имена которых он скрывал, подготовил альбом «Разрушенные и осквернённые храмы». В альбоме представлены сотни разрушенных церквей в средней полосе России, для немногих из них удалось подобрать фотографии с видами их до революции. В самиздате альбом вышел 1978 году, к 60-летию Солженицына. Послесловие к нему «О пределах вандализма» написал Шафаревич. В 1980 издательство «Посев» издало книгу на западе.
Установил канал переправки самиздата на запад, которым многие пользовались. Именно через Хохлушкина была передана на запад рукопись Льва Тимофеева «Технология черного рынка или Крестьянское искусство голодать», через некоторое время Игорь передал ему ответ Солженицына со словами поддержки автору.
Одним из проектов Хохлушкина совместных с Александром Гинзбургом была попытка наладить издание «Архипелага ГУЛАГ» в СССР. Вот как об этом рассказывает сам А. И. Солженицын в своих воспоминаниях:

Александр Гинзбург, легендарный руководитель нашего Фонда, кажется абсолютно не совмещаемого в советские условия, вёл не только небывалую помощь семьям заключенных и самим заключенным, — он между делом придумал наладить печатанье «Архипелага» в Грузии, нелегально ксерокопировать там с ИМКИ. И возвращалось в Москву в листах, а дальше Хохлушкин в своей столярной мастерской в музее наладил резать и переплетать, вполне как книжечки, — невероятное издание, смертельно опасное для своих издателей. (Их продукция кроме бледности печати отличалась ценой: заграничные издания по 300 рублей книжка, а наши — по 20, себестоимость).

Чувство было необычайное: здесь, за границей, получить от Евы такую книгу из России! Пишет Игорь: «С радостью посылаю вам в подарок здешнее издание Книги. (Тираж — 1500, первый завод — 200 экз.). Верю, что Бог не попустит пресечь это дело. Издание не только и не столько для московских снобов, а для провинции. Охвачены города: Якутск, Хабаровск, Новосибирск, Красноярск, Свердловск, Саратов, Краснодар, Тверь и более мелкие…». Так — кладут головы русские мальчики, чтобы шагал «Архипелаг» в недра России. Нельзя представить их всех — без слез…
В пятом дополнении к мемуарам «Бодался телёнок с дубом» («Невидимки») А. И. Солженицын включает Игоря Хохлушкина в список своих 118 тайных помощников, помогавших ему размножать, хранить, прятать, перевозить рукописи и материалы к ним.
В 1976 году подписал «Обращение членов христианских церквей СССР к отечественной и мировой общественности» с требованием соблюдения свободы совести в СССР. Тогда же помог передать и опубликовать на западе в журналах «Грани» и «Вестник РСХД» несколько статей Евгения Терновского.
31 июля 1979 года подписал «Совместное заявление польских и советских правозащитников». 21 мая 1982 был вызван по поводу дела Леонида Бородина, от дачи показаний отказался.
В 1980-е годы вошёл в «Комитет спасения Волги» во главе с В. И. Беловым, который ставил перед собой задачу остановить проект поворота северных рек.